# 2001 у кіно

## Фільми
- Амелі
- Володар перснів: Хранителі Персня
- Ген убивства
- Шрек
- Тремтіння Землі 3: Повернення у Перфекшн
- Гаррі Поттер і філософський камінь
- У тилу ворога

### [[Файл:Flag of Ukraine.svg|border|25px]]Україна
- Вечори на хуторі біля Диканьки
- Молитва за гетьмана Мазепу

## Персоналії

### Народилися
- 16 лютого — Хлоя Іст, американська акторка і танцюристка.
- 6 березня — Міло Мангейм, американський актор.

- 28 жовтня — Катерина Старшова — російська кіноакторка.

### Померли
- 11 січня — Ігнацій Маховський, польський актор театру, кіно, радіо і телебачення.
- 19 січня — Артем Іноземцев, радянський кіноактор і режисер телевізійних вистав, народний артист Литви (1979).
- 26 січня — Поляков Лев Олександрович, радянський і російський актор театру і кіно (нар. 1927).
- 30 січня:
  - Жан-П'єр Омон, французький актор.
  - Клод Бейлі, французький кінокритик та історик кіно.
- 19 лютого:
  - Стенлі Крамер, американський кінорежисер та продюсер.
  - Семенцова Надія Мефодіївна, радянська і російська кіноакторка (нар. 1927).
- 1 березня — Махотін Павло Володимирович, радянський та російський актор театру і кіно (нар. 1926).
- 3 березня — Рєзник Микола Миколайович, український художник кіно, художник-постановник.
- 1 травня — Георгій Павлович Менглет, радянський і російський актор театру і кіно, народний артист РРФСР.
- 10 травня — Жан-Габріель Альбікокко, французький кінорежисер нової хвилі.
- 12 травня — Прокопець Георгій Мефодійович, радянський і український художник.
- 27 травня — Єременко Микола Миколайович, радянський, російський актор і кінорежисер (нар. 1949).
- 3 червня — Ентоні Квінн, американський актор кіно, письменник і художник мексиканського походження.
- 6 червня — Соколова Любов Сергіївна, радянська, російська акторка театру і кіно.
- 10 червня — Левченко Іван Нестерович, радянський і український кінорежисер.
- 12 червня — Леждей Ельза Іванівна, радянська і російська акторка театру і кіно.
- 15 червня:
  - Анрі Алекан, французький кінооператор (нар. 1909).
  - Глузський Михайло Андрійович, радянський і російський актор театру і кіно.
- 20 липня — Миргородський Дмитро Миколайович, український актор (нар. 1939).
- 22 липня — Волков Михайло Давидович, радянський і російський актор театру і кіно.
- 10 серпня — Станіслав Ростоцький, радянський кінорежисер і кіноактор.
- 14 серпня — Мамаєва Ніна Василівна, російська радянська акторка, педагогиня.
- 25 серпня — Філіпп Леотар, французький театральний та кіноактор, шансоньє.
- 6 вересня — Іщенко Федір Васильович, український актор.
- 10 вересня — Мельникова Євгенія Костянтинівна, російська радянська акторка театру і кіно.
- 13 вересня — Дороті Макгвайр, американська акторка.
- 7 жовтня — Чорний Володимир Костянтинович, радянський і український редактор, сценарист.
- 22 жовтня — Віцин Георгій Михайлович, актор театру і кіно.
- 28 жовтня — Чухрай Григорій Наумович, російськомовний український радянський кінорежисер, сценарист.
- 3 листопада — Попова Емма Анатоліївна, радянська акторка театру і кіно.
- 17 грудня — Володін Олександр Мойсейович, російський драматург, сценарист, поет і публіцист єврейського походження.
- 21 грудня — Заботкіна Ольга Леонідівна, радянська балерина та акторка.
- 29 грудня — Кубацький Анатолій Львович, радянський і російський актор театру і кіно.